# Heraldisk drake
En heraldisk drake är, i strikt mening, en drake som avbildas i profil med fyra fötter och fladdermusvingar. Den skiljer sig därvid från en heraldisk lindorm, som endast har två fötter. Ibland görs dock inte denna åtskillnad.

Georgiens riksvapen.
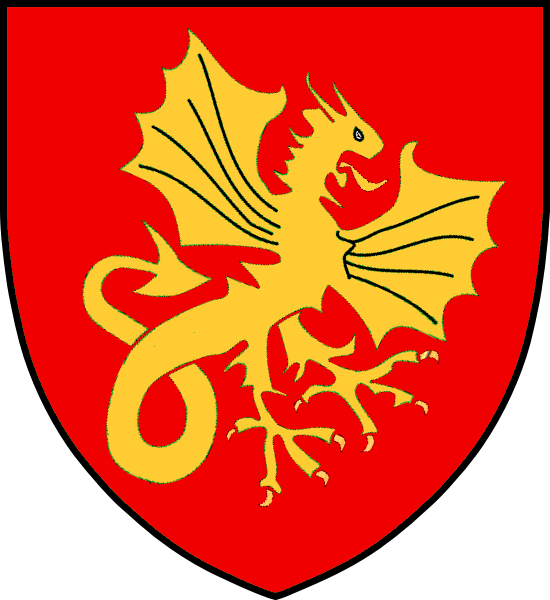
Vapenskölden för familjen Drake från Sunnerbo innehåller strikt sett inte en drake utan en lindorm.